# HD 110073
HD 110073 är en dubbelstjärna belägen i den södra delen av stjärnbilden Kentauren som också har Bayer-beteckningen l Centauri. Den har en kombinerad skenbar magnitud av ca 4,63 och är svagt synlig för blotta ögat där ljusföroreningar ej förekommer. Baserat på parallaxmätning inom Hipparcosuppdraget på ca 8,9 mas, beräknas den befinna sig på ett avstånd på ca 365 ljusår (ca 112 parsek) från solen. Den rör sig bort från solen med en heliocentrisk radialhastighet på ca 15 km/s.

## Egenskaper
Primärstjärnan HD 110073 A är en blå till vit ljusstark  jättestjärna av spektralklass B8 II/III och en kvicksilvermangan-stjärna. Dessa stjärnor är ofta heliumsvaga, men denna är en av de mest normala medlemmarna i denna grupp när det gäller överskott av helium.  Den har en massa som är ca 4 solmassor, en radie som är ca 3,7 solradier och har ca 385 gånger solens utstrålning av energi från dess fotosfär vid en effektiv temperatur av ca 12 900 K.
HD 110073  är en enkelsidig spektroskopisk dubbelstjärna som tillhör Pleiadesströmmen. År 2011 hade paret en linjär projicerad separation på 130,8 ± 12,1 AE. Följeslagaren en stjärna i huvudserien med en massa som är ca 1,1 solmassor och effektiv temperatur av ca 5 600 K.